# Massimiliano Rosolino
Massimiliano Rosolino (Nápoles, 11 de julho de 1978) é um nadador italiano, campeão olímpico dos 200 metros medley nos Jogos de Sydney em 2000.
Nascido de pai italiano e mãe australiana, em Nápoles, ele foi para a Austrália com três anos de idade e retornou a Itália com 6.
Em 2002 se mudou para a Austrália e voltou a treinar com o treinador Ian Papa no Melbourne Vicentre Club.
Rosolino representou a Itália em quatro edições dos Jogos Olímpicos (1996, 2000, 2004, 2008). Em Sydney 2000, ele se tornou o segundo campeão olímpico da história da natação italiana com o ouro nos 200 metros medley (1m58s98, então recorde olímpico e nacional). Ele ganhou mais duas medalhas: prata nos 400 metros livres com recorde europeu (3m43s40) atrás de Ian Thorpe, e bronze nos 200 metros livre (1m46s65) atrás de Pieter van den Hoogenband e de Thorpe. Em Atenas 2004, Rosolino ganhou bronze com a equipe italiana no 4x200 metros livres.
Rosolino é o atleta mais bem sucedido na história da natação italiana, com uma contagem total de 60 medalhas internacionais. Ele se tornou campeão mundial no 200 metros medley no Mundial de 2001 em Fukuoka. Ele também ganhou 3 medalhas de prata e um bronze ao longo de 5 edições do Campeonato Mundial. Ganhou um ouro (4x200 metroe livres), 2 pratas e 7 bronzes no Campeonato Mundial de Natação em Piscina Curta; desde 1995 ganhou 21 medalhas no Campeonato Europeu e 20 medalhas no Campeonato Europeu em Piscina Curta, tornando-se campeão europeu 14 vezes no total.

## Televisão
- Pechino Express (Rai 2, 2013)